# 1867
- Wikisource

| Calendário gregoriano                                                        | 1867 MDCCCLXVII                     |
| Ab urbe condita                                                              | 2620                                |
| Calendário arménio                                                           | 1316 – 1317                         |
| Calendário bahá'í                                                            | 23 – 24                             |
| Calendário budista                                                           | 2411                                |
| Calendário chinês                                                            | 4563 – 4564 Início a 5 de fevereiro |
| Calendário copta                                                             | 1583 – 1584                         |
| Calendário etíope                                                            | 1859 – 1860                         |
| Calendários hindus - Vikram Samvat - Calendário nacional indiano - Cáli Iuga | 1922 – 1923 1788 – 1789 4967 – 4968 |
| Calendário Holoceno                                                          | 11867                               |
| Calendário islâmico                                                          | 1284 – 1285                         |
| Calendário judaico                                                           | 5627 – 5628                         |
| Calendário persa                                                             | 1245 – 1246 Início a 21 de março    |
| Calendário rúnico                                                            | 2117                                |
| Calendário solar tailandês                                                   | 2410                                |

1867 (MDCCCLXVII, na numeração romana)  foi um ano comum do século XIX do actual Calendário Gregoriano, da Era de Cristo, a sua letra dominical foi F (52 semanas), teve início a uma terça-feira e terminou também a uma terça-feira.
| Ano completo                       |
| ---------------------------------- |
| Ano comum com início à terça-feira |

## Eventos
- Ano de criação da Dinamite.
- Fortes protestos da população da Vila do Topo contra a extinção deste concelho e a sua inserção no concelho da Calheta.

### Janeiro
- 26 de janeiro – Naufrágio junto da Ponta do Açougue, 400 metros a Oeste do Porto da Calheta, Vila da Calheta logo abaixo Igreja Matriz, do Brigue francês de nome "Rosélie".

### Fevereiro
- 11 de fevereiro - Naufrágio na Baía de Angra da galé inglesa "Ferozepore".
- 16 de fevereiro
  - Abertura ao tráfego da primeira ferrovia do estado de São Paulo, a São Paulo Railway.
  - Inauguração da Estação da Luz, em São Paulo.

### Março
- 1 de março - Nebraska torna-se o 37º estado norte-americano.
- 23 de março - O Tratado de Ayacucho entre o Império do Brasil e a Bolívia é assinado.

### Maio
- 20 de maio - Lançamento da primeira pedra da Igreja de Nossa Senhora do Pilar, Freguesia das Cinco Ribeiras, em substituição da ermida então existente.

### Junho
- 13 de junho – O povoado de Cinco Ribeiras foi elevado a curato, por provisão do Bispo de Angra, D. frei Estêvão de Jesus Maria.

### Julho
- 1 de julho
  - É abolida a pena de morte em Portugal para crimes civis (Lei de 1 de julho de 1867).
  - O Canadá se torna uma nação independente (Confederação do Canadá), com a entrada em vigor do Ato da América do Norte Britânica, no qual a Província do Canadá, Nova Brunswick e Nova Escócia se juntam à confederação para criar a nação moderna do Canadá. John A. Macdonald é empossado como o primeiro primeiro-ministro do Canadá. Esta data é comemorada anualmente no Canadá como o Dia do Canadá, um feriado nacional.

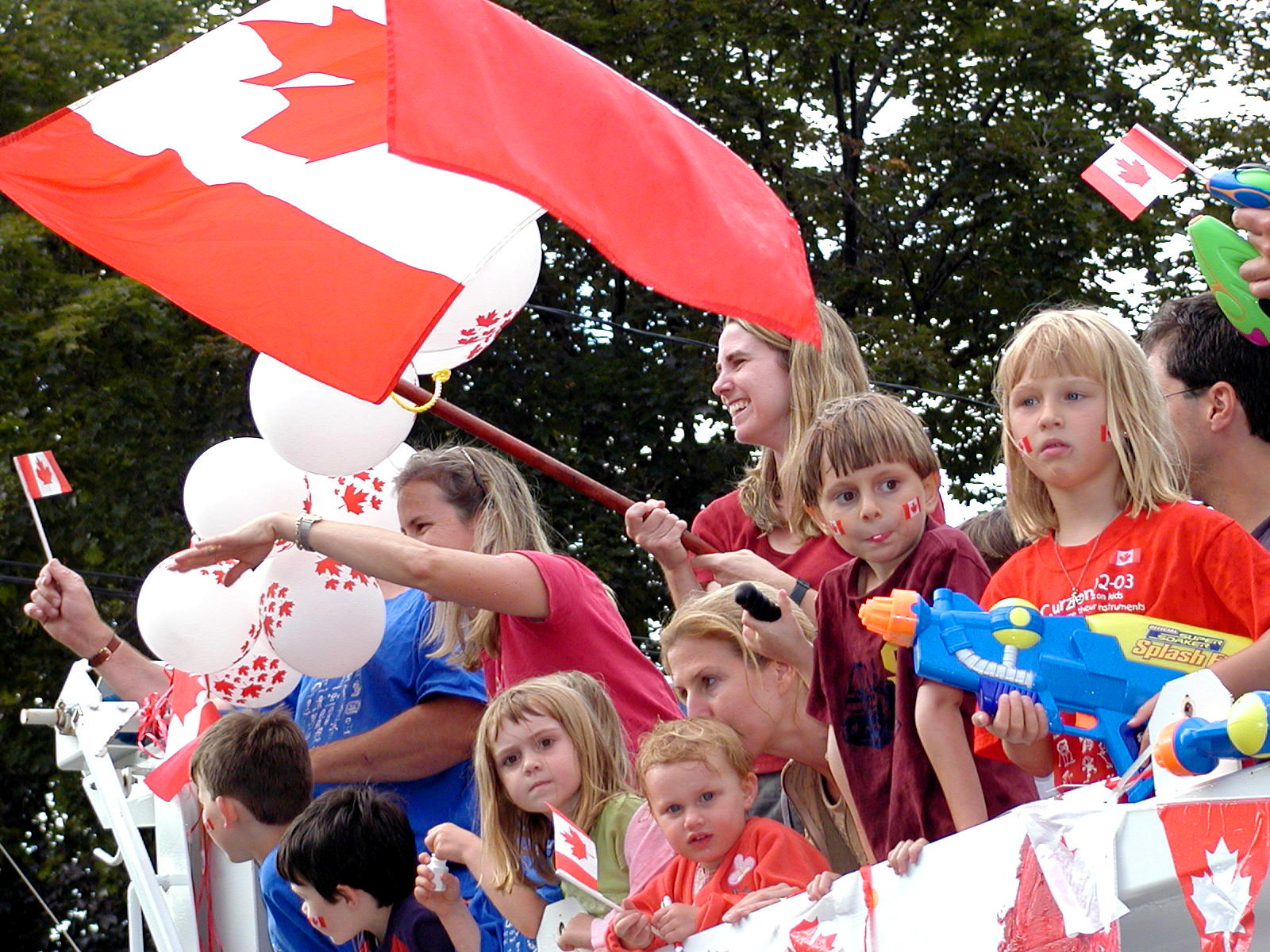
1 de julho: Dia do Canadá

### Setembro
- 14 de setembro - Publicação, na cidade de Hamburgo, do primeiro volume da principal obra do filósofo alemão Karl Marx, O Capital: Crítica da Economia Política. Este seria o único, do total de três da obra, que seria lançado ainda na vida de seu autor (1818/1883) (o volume II sairia em 1885 e o III em 1894)

### Outubro
- 18 de outubro - A posse sobre o Alasca é oficialmente transferida do Império Russo para os Estados Unidos

## Nascimentos
- 12 de março - Raul Brandão, militar, jornalista e escritor português (m. 1930)
- 23 de março - Norton de Matos, general e político português. (m. 1955)
- 4 de junho - Carl Gustaf Emil Mannerheim, presidente da Finlândia de 1944 a 1946 (m. 1951).
- 8 de junho - Frank Lloyd Wright, arquitecto norte-americano (m. 1959)
- 5 de julho - Miguel Abadía Méndez, Presidente da República da Colômbia de 1926 a 1930 (m. 1947).
- 15 de agosto - Anathon Aall, filósofo norueguês (m. 1943)
- 2 de outubro - Nilo Peçanha, presidente brasileiro (m. 1924)
- 12 de outubro - Boris Sidis, psicólogo estado-unidense (m. 1923)
- 7 de novembro - Marie Curie, cientista polaca e francesa, famosa pelas suas descobertas no campo da radioatividade e pela descoberta dos elementos químicos rádio e polônio (m. 1934)
- 10 de novembro - John Patterson, soldado, caçador, sionista e autor Anglo-Irlandês, famoso por ter matado os dois leões assassinos de Tsavo. Foi interpretado no cinema pelo ator americano Val Kilmer no filme A Sombra e a Escuridão, de 1996 (m. 1947)
- 20 de novembro - Abade Théophile Moreux, astrônomo e meteorologista francês (m. 1954).
- 23 de novembro - Tomás Vaz de Borba, foi um sacerdote católico e compositor açoriano, professor do Real Conservatório de Lisboa (m. 1950)
- 23 de novembro - Tomás Vaz de Borba, foi um sacerdote católico, músico, compositor e professor açoriano (m. 1950)

## Mortes
- 9 de maio - Jacques-Joseph Champollion, arqueólogo francês (n. 1778).
- 31 de agosto - Charles Baudelaire, poeta, crítico de arte, tradutor (n.1821).
- 3 de novembro - Domitila de Castro, marquesa de Santos e viscondessa com grandeza (n. 1797).
- 22 de dezembro - Théodore Rousseau, pintor realista francês. (n. 1812)

## Por tema
- 1867 na arte
- 1867 no Brasil
- 1867 na ciência
- 1867 no desporto
- 1867 no jornalismo
- 1867 na literatura
- 1867 na música